# Falsimohnia innocens
Falsimohnia innocens is een slakkensoort uit de familie van de Buccinidae. De wetenschappelijke naam van de soort is voor het eerst geldig gepubliceerd in 1907 door E. A. Smith als Thesbia innocens.